# Groupe Sogides
 (décembre 2013).
Si vous disposez d'ouvrages ou d'articles de référence ou si vous connaissez des sites web de qualité traitant du thème abordé ici, merci de compléter l'article en donnant les références utiles à sa vérifiabilité et en les liant à la section « Notes et références ».
Groupe Sogides inc., une compagnie de Québecor Média [source secondaire nécessaire], est le plus important groupe œuvrant dans les secteurs de l’édition et de la distribution du livre de littérature générale en langue française au Canada[réf. nécessaire].
Groupe Sogides est aussi présent dans les domaines de la diffusion et de la distribution par l'intermédiaire de sa filiale Messageries A.D.P., un distributeur de livres francophones aux grandes chaînes de vente au détail, principalement au Québec, et aux librairies indépendantes[source secondaire nécessaire].
L'entreprise possède quatre groupes d'édition.